# Церковь Святого Андрея (Холборн, Лондон)
Церковь Святого Андрея (англ. Church of St Andrew, Holborn, ранее англ. St Andrew Holburnestrate) — англиканская приходская церковь в районе Сити города Лондона (Великобритания), расположенная рядом с улицей Холборн. Современное здание было построено в XVII и восстановлено в XX веке.

## История и описание
Церковь Святого Андрея в Холборне впервые упоминается в документах, датированных 951 годом (DCCCCLI) — в уставе Вестминстерского аббатства она упоминается как «старая деревянная церковь», на вершине холма над рекой Флит. Однако, подлинность устава была поставлена под сомнение: возможно, в документ закралась ошибка переписчика и точная дата должна читаться как «959» (DCCCCLIX). В 1280 году некий Симон де Гардино завещал средства на строительство церковной башни-колокольни. Кроме того, во время раскопок в церковном склепе, проходивших в 2001—2002 годах, в нём была обнаружена древнеримская керамика. В 1348 году местный оружейник Джон Тэви (John Thavie) оставил значительное поместье для поддержки храма: наследство, пережившее английскую Реформацию, было удачно вложено и до сих пор обеспечивает содержание храма.
В XV веке деревянное здание было перестроено в средневековый каменный храм. 8 июля 1563 года, во время шторма, шпиль церкви был сильно поврежден молнией. Святой Свитун Уэллс, казненный за совершение католической мессы в период Реформации, был похоронен на местном кладбище 10 декабря 1591 года. Средневековый храма Святого Андрея не был полностью разрушен в ходе Великого лондонского пожара 1666 года. Однако, из-за значительных разрушений, он был перестроен по проекту архитектора Кристофера Рена. В середине XIX века власти района выкупили церковное кладбище, чтобы освободить место для виадука Холборна, который был открыт королевой Викторией в 1869 году.
Во время Второй мировой войны, в ходе «Блитца», в ночь на 7 мая 1941 года храм был практически полностью разрушен: сохранились только внешние стены и башня. После длительной дискуссии было решено восстановить храм «камень за камень и кирпич за кирпич» по первоначальному проекту Рена. 4 января 1950 года церковное здание было внесена в список памятников архитектуры первой степени (Grade I). Церковь вновь открылась в 1961 году уже как храм для людей, работавших в данной районе — а не как обычный приходской храм для жителей Холборна.